# Nidaros Ishockeyklubb
Nidaros Hockey, officiellt Nidaros Ishockeyklubb, (grundad 14 juli 2014), är en norsk ishockeyklubb från Trondheim, Norge Laget spelar säsongen 2019/2020 i Norges nästa högsta division 1. divisjon. Efter Rosenborg Ishockeyklubb konkurs 2014 fanns det inga lag från Trondheim kvar i de två högsta ishockeyligorna i Norge. I ett försök att föra tillbaka ett elithockeylag till staden grundades Nidaros Ishockeyklubb.